# Albert Cappelle
Albert Désiré Cappelle, né le 6 septembre 1849 à Menin et y décédé le 6 septembre 1924 fut un homme politique belge catholique.
Cappelle fut industriel.
Il fut élu conseiller communal de Menin (1884-1907) et échevin (1885), conseiller provincial de la province de Flandre-Occidentale (1894) et sénateur provincial de la province de Flandre-Occidentale (1894-1921).

## Généalogie
- Il est le fils de Charles (1805-1851) et Sophie Virginie Bonte (1816-1851).
- Il épousa Sidonie Vanderougstraete (1849-1932);
  - Ils eurent onze enfants :Albert (1873-1947), Joseph (1878-1930), Marguerite (1883-1959), Henri(1888-1966), Jean (1879-1943), Berthe (1884-1957), Alphonse (1890-1961), Charles (1877-1941), Madeleine (1881-1942), Maria Josephe (1885-1934), Anna (1891-1919).

## Sources
- Bio sur ODIS